# MTV3
MTV3 es un canal de televisión privado finlandés, operado por MTV Oy. Cuenta con una programación para todos los públicos basada en el entretenimiento, las series y la producción propia.

El canal comenzó sus emisiones el 13 de agosto de 1957 como MTV, siglas de Mainostelevisio (en español: «Televisión comercial»), y se financiaba exclusivamente a través de la publicidad. Durante treinta y cinco años no contó con una señal propia; en su lugar, la programación se emitía a través de los dos canales de la televisión pública Yleisradio con bloques diferenciados. El 1 de enero de 1993, MTV puso en marcha su propia señal de televisión bajo la marca MTV3 y durante los años 1990 se convirtió en líder de audiencia. Actualmente compite en cuota de pantalla con el primer canal público, Yle TV1.

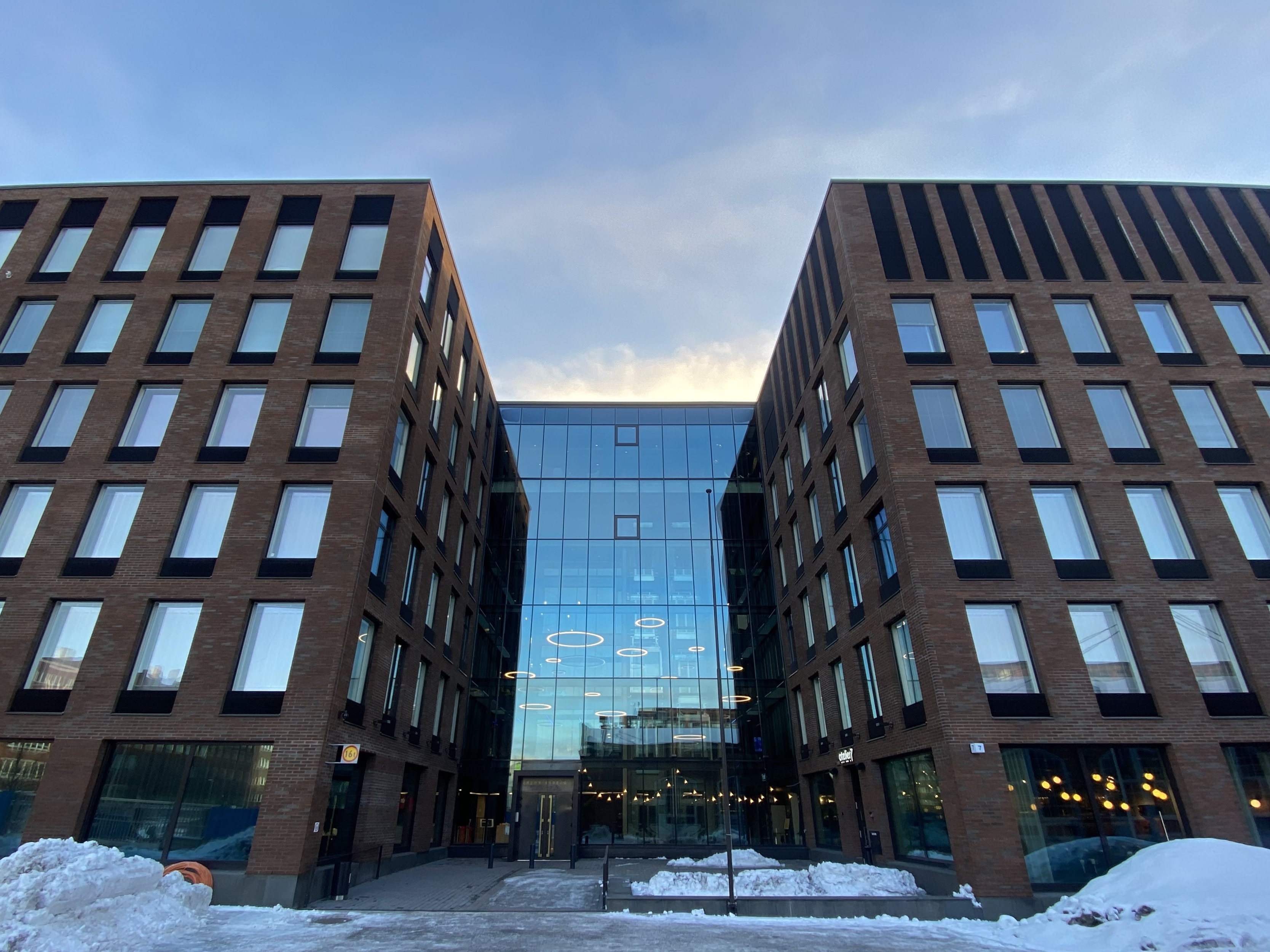
Sede de MTV3 en Helsinki.

## Historia

### MTV (1957-1992)
Las primeras emisiones de televisión en Finlandia corrieron a cargo de escuelas tecnológicas y de canales privados regionales, entre ellos la pionera TES-TV en 1956. En abril de 1957 se constituyó la empresa Oy Mainos-TV-Reklam Ab —cuyo nombre comercial era MTV—, que aglutinaba a empresas privadas y aspiraba a un canal de televisión nacional financiado con publicidad, similar a la televisión en Estados Unidos. Sus planes chocaban con los de la radiodifusora pública Yleisradio (YLE), que en aquel momento ostentaba el monopolio sobre las frecuencias y había iniciado emisiones en pruebas.
El gobierno finlandés llegó a un acuerdo para que la empresa MTV pudiera emitir programación dentro de las frecuencias públicas de YLE, con franjas claramente diferenciadas. Aunque YLE tenía reticencias sobre esta medida, aceptó porque en ese momento no podía competir con los canales emergentes. La concesión contemplaba limitaciones: YLE tenía prioridad en la asignación de horarios y se financiaba a cargo de un impuesto directo, mientras que MTV era el único que podía vender espacios publicitarios. Además, el canal privado debía renunciar a los servicios informativos, ser completamente autónomo y cumplir obligaciones de servicio público. Para diferenciarse de la señal pública, MTV adoptó como identificativo a un búho que hoy sigue siendo la mascota del canal.
Las emisiones en pruebas de MTV comenzaron el 13 de agosto de 1957 y se regularizaron el 1 de enero de 1958, al mismo tiempo que YLE puso en marcha el primer canal público. Finlandia se convertía así en el tercer país europeo con televisión privada después de Luxemburgo —RTL— y Reino Unido —ITV— en 1955, algo poco habitual ya que la televisión privada en Europa no se consolidó hasta los años 1980.
En 1965 la televisión pública absorbió la infraestructura de TES-TV para convertirla en el segundo canal (YLE TV2), independiente a su vez de la primera señal. Todo ello sirvió para que MTV aumentara sus franjas de programación, y por primera vez emitió en prime time a través del segundo canal..
Durante treinta y cinco años, MTV tuvo que compartir las frecuencias de emisión con los canales públicos —TV1 y TV2—. En ese tiempo su principal apuesta era el entretenimiento y el cine internacional. En 1981, después de unas largas negociaciones, pudo montar su propio informativo televisivo, estrenado el 1 de septiembre de ese mismo año. Y en 1982 la empresa adoptó la denominación legal MTV Oy.
La situación de MTV cambió en 1986 con la creación de un tercer canal de televisión, Kolmoskanava, que estaba participado por YLE (50 %), MTV Oy (35 %) y Nokia (15 %), y que se financiaba exclusivamente con publicidad. La existencia de Kolmoskanava redujo la presencia de MTV en las señales públicas, pero las franjas dentro de YLE se mantuvieron hasta 1992. Con el paso del tiempo, MTV Oy se hizo con el control mayoritario de Kolmoskanava mediante la compra de todas las acciones de Nokia y parte del paquete de YLE.

### MTV3 (desde 1993)
En 1992, el gobierno finlandés autorizó la compra de Kolmoskanava por parte de MTV Oy. De este modo, MTV había conseguido por fin su propia frecuencia de televisión y ya podía dejar de emitir en los canales de YLE. La nueva televisión pasó a llamarse MTV3, tanto por su condición de tener canal como para evitar ser confundida con el canal musical MTV.
Las emisiones independientes de MTV3 comenzaron el 1 de enero de 1993. El nuevo canal adoptó una programación generalista basada en entretenimiento, cine, series norteamericanas y derechos deportivos sobre la Fórmula 1 y el hockey sobre hielo, que le convirtieron pronto en el canal con más espectadores de Finlandia en los años 1990. Con la aparición de nuevos canales privados, la distancia en audiencias se ha estrechado y desde los años 2000 compite por el primer puesto con YLE TV1.
En 1997, la empresa propietaria de MTV3 se fusionó con los editores del diario Aamulehti para crear el conglomerado Alma Media, lo que supuso también hacerse con una participación en el canal sueco TV4. En 2005, Alma Media vendió su división de televisión a Nordic Broadcasting, una compañía controlada por el grupo editorial sueco Bonnier AB. Y en 2018, Telia Company se hizo con el control de los canales de televisión de Bonnier para convertirse en el propietario actual.
MTV3 fue miembro de la Unión Europea de Radiodifusión desde 1993 hasta 2019, cuando abandonó el organismo junto con TV4.
En febrero de 2025 se anunció que Schibsted Media adquiriría TV4 Media por 6.550 millones de coronas suecas, convirtiéndose así en el nuevo propietario de MTV3. Se prevé que la adquisición finalice en el tercer trimestre de 2025, tras la aprobación regulatoria.

## Canales hermanos
Además de MTV3, el grupo MTV Oy cuenta con varios canales temáticos:
- MTV Sub: canal juvenil especializado en series y entretenimiento. Emite desde 2001.
- MTV Ava: canal para el público femenino. Se puso en marcha en 2008.
- MTV Max: canal para el público masculino. Emite desde 2006.
- MTV Juniori: canal para el público infantil. Emite desde 2006.
- MTV Urheilu 1: canal de deportes. Emite desde 2012.
- MTV Urheilu 2: canal de deportes. Emite desde 2012.
- MTV Aitio: canal de películas y series. Emite desde 2023.
- MTV Viihde: canal de películas y series. Emite desde 2023.

## Imagen corporativa

2013 - 2019
2019 - 2022
Desde 2022